# 張偉康
張偉康（1981年5月4日—），香港職業足球員，司職門將，現時為香港超級聯賽球隊標準流浪之守門員教練。

## 足球生涯
張偉康兒時在體院受訓，剛出道時效力多支球隊，順序包括：流浪、二合、南華、花花。
2001年，20歲的張偉康回巢加盟流浪會，直至2007年球會降班，張偉康才離開球會。
2007年，轉會至四海體育會，並效力至2009年。
2009年，加盟愉園，以球員兼教練身份一直效力至2013年，與球隊分別在甲、乙組打滾。
2013年6月，張偉康加盟晨曦。
2014年夏天，張偉康加盟黃大仙。
2015年7月2日，張偉康加盟流浪，兼任守門員教練。

## 國際賽生涯
張偉康年青時期，多次入選香港青年隊，代表香港參加國際賽。
2005年起，時任港隊教練看準張偉康良好身型、身手敏捷，十分適合五人足球的門將位置，所以他多年來一直多次被選入香港五人足球代表隊、代表香港參與國際賽事。

## 教練
持有亞洲足球協會C級教練牌照及香港足球總會守門員訓練員資格的張偉康，亦有參與教練工作。
2001-2002年間，執教香港足球會兒童足球隊，展開教練生涯。
2007年起在多支甲組球隊及小學校隊擔任助攻、教練等工作。
現為英皇書院足球校的球隊教練兼領隊。

## 個人榮譽
2000年全港學界精英足球賽最佳守門員

## 軼事
- 張偉康於2008年結婚, 婚後育有一子一女。
- 小飛俠憑著門將張偉康救出一球驚險封王，張偉康亦獲「最有價值球員」獎項。
- 標準流浪的守門員教練張偉康表示，對球隊降班沒有太大感受。

## 外部連結
- HKFA （页面存档备份，存于）